# DFB-Pokal 1970-1971
La DFB-Pokal 1970–71 fu 28ª edizione della competizione. 32 squadre si sfidarono nei cinque turni del torneo. In finale il Bayern Monaco sconfisse il FC Köln 2–1 dopo i tempi supplementari.

## Primo turno
| Squadra 1            | Risultato   | Squadra 2              |
| -------------------- | ----------- | ---------------------- |
| 12.12.1970           |             |                        |
| Westerland           | 0 - 4       | Borussia Dortmund      |
| Wattenscheid 09      | 1 - 2       | Hertha Berlino         |
| Borussia Neunkirchen | 0 - 1       | Kaiserslautern         |
| Heilbronn            | 2 - 0       | Kickers Offenbach      |
| Reutlingen           | 2 - 5       | Colonia                |
| Alsenborn            | 1 - 1 (dts) | Borussia M'gladbach    |
| Tasmania Berlino     | 1 - 0       | Eintracht Braunschweig |
| Hannover 96          | 2 - 3 (dts) | Amburgo                |
| RW Oberhausen        | 4 - 3       | Rot-Weiss Essen        |
| 13.12.1970           |             |                        |
| St. Pauli            | 2 - 3 (dts) | Eintracht Francoforte  |
| Wolfsburg            | 2 - 2 (dts) | Schalke 04             |
| Fortuna Düsseldorf   | 3 - 1 (dts) | Werder Brema           |
| Homburg              | 1 - 1 (dts) | Duisburg               |
| Holstein Kiel        | 2 - 1       | Stoccarda              |
| Hessen Kassel        | 2 - 2 (dts) | Bayern Monaco          |
| Wuppertal            | 5 - 0       | Arminia Bielefeld      |

### Ripetizioni
| Squadra 1           | Risultato       | Squadra 2     |
| ------------------- | --------------- | ------------- |
| 23.12.1970          |                 |               |
| Schalke 04          | 1 - 1 (3-1 dcr) | Wolfsburg     |
| Bayern Monaco       | 3 - 0           | Hessen Kassel |
| Duisburg            | 4 - 0           | Homburg       |
| 30.12.1970          |                 |               |
| Borussia M'gladbach | 3 - 1           | Alsenborn     |

## Ottavi di finale
| Squadra 1             | Risultato   | Squadra 2           |
| --------------------- | ----------- | ------------------- |
| 20.02.1971            |             |                     |
| Fortuna Düsseldorf    | 4 - 0       | Wuppertal           |
| Kaiserslautern        | 1 - 1 (dts) | Bayern Monaco       |
| Eintracht Francoforte | 1 - 4       | Colonia             |
| Amburgo               | 3 - 1 (dts) | Borussia Dortmund   |
| Duisburg              | 2 - 0       | Tasmania Berlino    |
| Holstein Kiel         | 2 - 5 (dts) | RW Oberhausen       |
| Hertha Berlino        | 1 - 3       | Borussia M'gladbach |
| Schalke 04            | 4 - 0       | Heilbronn           |

### Ripetizione
| Squadra 1     | Risultato | Squadra 2      |
| ------------- | --------- | -------------- |
| 30.03.1971    |           |                |
| Bayern Monaco | 5 - 0     | Kaiserslautern |

## Quarti di finale
| Squadra 1          | Risultato | Squadra 2           |
| ------------------ | --------- | ------------------- |
| 07.04.1971         |           |                     |
| Colonia            | 2 - 0     | Amburgo             |
| Bayern Monaco      | 4 - 0     | Duisburg            |
| 08.04.1971         |           |                     |
| Fortuna Düsseldorf | 3 - 1     | Borussia M'gladbach |
| Schalke 04         | 1 - 0     | RW Oberhausen       |

## Semifinali
| Squadra 1          | Risultato | Squadra 2     |
| ------------------ | --------- | ------------- |
| 12.05.1971         |           |               |
| Fortuna Düsseldorf | 0 - 1     | Bayern Monaco |
| Schalke 04         | 2 - 3     | Colonia       |

## Finale
| Squadra 1     | Risultato   | Squadra 2 |
| ------------- | ----------- | --------- |
| 19.06.1971    |             |           |
| Bayern Monaco | 2 - 1 (dts) | Colonia   |

| Arbitro: | Ferdinand Biwersi (Bliesransbach) |

|                                |           |          |
| Beckenbauer 53’ Schneider 118’ | Marcatori | 13’ Rupp |

| FC BAYERN MÜNCHEN: |   |                       |  |     |
|                    |   |                       |  |     |
| GK                 | 1 | Sepp Maier            |  |     |
| DF                 |   | Georg Schwarzenbeck   |  |     |
| DF                 |   | Herwart Koppenhöfer   |  |     |
| DF                 |   | Paul Breitner         |  |     |
| DF                 |   | Franz Beckenbauer (c) |  |     |
| MF                 |   | Franz Roth            |  | 68’ |
| MF                 |   | Rainer Zobel          |  |     |
| MF                 |   | Uli Hoeneß            |  | 87’ |
| FW                 |   | Karl-Heinz Mrosko     |  |     |
| FW                 |   | Gerd Müller           |  |     |
| FW                 |   | Dieter Brenninger     |  |     |
| sostituzioni:      |   |                       |  |     |
| DF                 |   | Johnny Hansen         |  | 87’ |
| FW                 |   | Edgar Schneider       |  | 68’ |
| Allenatore:        |   |                       |  |     |
| Udo Lattek         |   |                       |  |     |

| 1. FC KÖLN 01/07: |   |                      |  |     |
|                   |   |                      |  |     |
| GK                | 1 | Milutin Šoškić       |  |     |
| DF                |   | Wolfgang Weber       |  |     |
| DF                |   | Matthias Hemmersbach |  |     |
| DF                |   | Werner Biskup        |  |     |
| DF                |   | Karl-Heinz Thielen   |  | 99’ |
| MF                |   | Heinz Flohe          |  |     |
| MF                |   | Wolfgang Overath     |  |     |
| MF                |   | Heinz Simmet         |  | 79’ |
| MF                |   | Thomas Parits        |  |     |
| FW                |   | Bernd Rupp           |  |     |
| FW                |   | Hennes Löhr          |  |     |
| sostituzioni:     |   |                      |  |     |
| DF                |   | Bernhard Cullmann    |  | 99’ |
| FW                |   | Jupp Kapellmann      |  | 79’ |
| Allenatore:       |   |                      |  |     |
| Ernst Ocwirk      |   |                      |  |     |

Bayern Monaco
(5º successo)